# Gran Laguna Salada
La Gran Laguna Salada es un gran lago de agua salobre (como su nombre lo indica), ubicado en el sur del departamento Mártires, en la provincia del Chubut, Patagonia argentina. Se ubica al costado de las rutas provinciales 48 y 29 en plena meseta patagónica, en el centro de una cuenca endorreica aislada, y por lo tanto no tiene desagües. Existe un proyecto para la explotación minera en la zona.
Ubicado en una depresión originada tectónicamente, tanto el cuerpo de agua del lago, como el curso de sus afluentes, son estancos e intermitentes y la evaporación es intensa. El aporte de agua es local y proviene directamente de las precipitaciones pluviales (que son muy pocas) o de la fusión de la nieve estacional.